# Górskie Szosowe Mistrzostwa Polski 2018
Górskie Szosowe Mistrzostwa Polski 2018 – zawody w kolarstwie szosowym mające wyłonić najlepszych zawodników i zawodniczki w Polsce w rywalizacji na odcinkach górskich.
Baza zawodów mieściła się w Walimiu, a rywalizacja, nie licząc początkowego dojazdu do początku pętli (15,3 kilometra od startu ostrego), toczyła się na liczącej 15,1 kilometra pętli rozpoczynającej się i kończącej w Rzeczce, a biegnącej przez Walim i Sierpnicę – na zakończenie ostatniej pętli zawodnicy pokonywali dodatkowo około 200 metrów, wjeżdżając na metę wyścigu umieszczoną na Przełęczy Sokolej. W rywalizacji elity mężczyźni pętlę tę pokonywali siedem razy (dystans całego wyścigu wyniósł 122,6 kilometra), a kobiety czterokrotnie (76,7 kilometra). Zmagania elity mężczyzn odbyły się 26 sierpnia, a kobiet dzień wcześniej.
Oprócz zmagań elity przeprowadzono również rywalizację w niższych kategoriach wiekowych.

## Medaliści
| Górskie Szosowe Mistrzostwa Polski 2018 | Górskie Szosowe Mistrzostwa Polski 2018 | Górskie Szosowe Mistrzostwa Polski 2018 | Górskie Szosowe Mistrzostwa Polski 2018 | Górskie Szosowe Mistrzostwa Polski 2018 | Górskie Szosowe Mistrzostwa Polski 2018 | Górskie Szosowe Mistrzostwa Polski 2018 |
| Data                                    | Państwo                                 | Wyścig                                  | Zwycięzca                               | Drugie miejsce                          | Trzecie miejsce                         |                                         |
| --------------------------------------- | --------------------------------------- | --------------------------------------- | --------------------------------------- | --------------------------------------- | --------------------------------------- | --------------------------------------- |
| 25 sie                                  | Polska                                  | Górskie szosowe mistrzostwa Polski      | Monika Brzeźna (Mat Atom Deweloper)     | Katarzyna Wilkos (Mat Atom Deweloper)   | Marta Lach (Mat Atom Deweloper)         |                                         |
| 26 sie                                  | Polska                                  | Górskie szosowe mistrzostwa Polski      | Maciej Paterski (Wibatech Merx 7R)      | Paweł Cieślik (CCC Sprandi Polkowice)   | Łukasz Owsian (CCC Sprandi Polkowice)   |                                         |

## Konkurencje indywidualne (elita)

### Mężczyźni (26 sierpnia)
| Walim - Przełęcz Sokola |  | (122,6 km) |

Do rywalizacji elity mężczyzn zgłoszono 60 zawodników, spośród czego 55 stanęło na starcie, a 32 ukończyło wyścig. Złoty medal zdobył Maciej Paterski, srebrny Paweł Cieślik, a brązowy Łukasz Owsian.
| \| Klasyfikacja generalna \| Klasyfikacja generalna \| Klasyfikacja generalna \| Klasyfikacja generalna \| Klasyfikacja generalna \| \| Kolarz \| Kolarz \| Państwo \| Drużyna \| Czas \| \| ---------------------- \| ---------------------- \| ---------------------- \| ---------------------- \| ---------------------- \| \| 1. \| Maciej Paterski \| Polska \| Wibatech Merx 7R \| 3h 49' 37" \| \| 2. \| Paweł Cieślik \| Polska \| CCC Sprandi Polkowice \| + 2" \| \| 3. \| Łukasz Owsian \| Polska \| CCC Sprandi Polkowice \| + 11" \| \| 4. \| Leszek Pluciński \| Polska \| CCC Sprandi Polkowice \| + 11" \| \| 5. \| Patryk Stosz \| Polska \| CCC Sprandi Polkowice \| + 54" \| \| 6. \| Adrian Brzózka \| Polska \| JBG-2 CryoSpace \| + 1' 20" \| \| 7. \| Kamil Małecki \| Polska \| CCC Sprandi Polkowice \| + 4' 30" \| \| 8. \| Emanuel Piaskowy \| Polska \| Team Hurom \| + 4' 38" \| \| 9. \| Mateusz Taciak \| Polska \| CCC Sprandi Polkowice \| + 4' 39" \| \| 10. \| Mateusz Nieboras \| Polska \| JBG-2 CryoSpace \| + 5' 19" \| |                  |         |                       |            |
| |                  |         |                       |            |
| Źródło: Cycling Archives |                  |         |                       |            |
| Klasyfikacja generalna |                  |         |                       |            |
| Kolarz | Kolarz           | Państwo | Drużyna               | Czas       |
| 1. | Maciej Paterski  | Polska  | Wibatech Merx 7R      | 3h 49' 37" |
| 2. | Paweł Cieślik    | Polska  | CCC Sprandi Polkowice | + 2"       |
| 3. | Łukasz Owsian    | Polska  | CCC Sprandi Polkowice | + 11"      |
| 4. | Leszek Pluciński | Polska  | CCC Sprandi Polkowice | + 11"      |
| 5. | Patryk Stosz     | Polska  | CCC Sprandi Polkowice | + 54"      |
| 6. | Adrian Brzózka   | Polska  | JBG-2 CryoSpace       | + 1' 20"   |
| 7. | Kamil Małecki    | Polska  | CCC Sprandi Polkowice | + 4' 30"   |
| 8. | Emanuel Piaskowy | Polska  | Team Hurom            | + 4' 38"   |
| 9. | Mateusz Taciak   | Polska  | CCC Sprandi Polkowice | + 4' 39"   |
| 10. | Mateusz Nieboras | Polska  | JBG-2 CryoSpace       | + 5' 19"   |

### Kobiety (25 sierpnia)
| Walim - Przełęcz Sokola |  | (76,7 km) |

W wyścigu elity kobiet wystartowały 24 zawodniczki, a 16 z nich ukończyło rywalizację. Mistrzynią Polski została Monika Brzeźna, druga była Katarzyna Wilkos, a trzecia Marta Lach.
| \| Klasyfikacja generalna \| Klasyfikacja generalna \| Klasyfikacja generalna \| Klasyfikacja generalna \| Klasyfikacja generalna \| \| Kolarz \| Kolarz \| Państwo \| Drużyna \| Czas \| \| ---------------------- \| ---------------------- \| ---------------------- \| ---------------------------------- \| ---------------------- \| \| 1. \| Monika Brzeźna \| Polska \| Mat Atom Deweloper \| 2h 50' 21" \| \| 2. \| Katarzyna Wilkos \| Polska \| Mat Atom Deweloper \| + 0" \| \| 3. \| Marta Lach \| Polska \| Mat Atom Deweloper \| + 44" \| \| 4. \| Karolina Sowa \| Polska \| Mat Atom Deweloper \| + 59" \| \| 5. \| Aurela Nerlo \| Polska \| Mat Atom Deweloper \| + 4' 53" \| \| 6. \| Magdalena Sadłecka \| Polska \| TKK Pacific Toruń - Nestlé Fitness \| + 6' 11" \| \| 7. \| Katarzyna Brewińska \| Polska \| TKK Pacific Toruń - Nestlé Fitness \| + 11' 04" \| \| 8. \| Klaudia Czabok \| Polska \| Warszawski Klub Kolarski \| + 12' 02" \| \| 9. \| Barbara Borowiecka \| Polska \| \| + 13' 38" \| \| 10. \| Karolina Perekitko \| Polska \| Wielerclub de sprinters Malderen \| + 14' 01" \| |                     |         |                                    |            |
| |                     |         |                                    |            |
| Źródło: Cycling Quotient |                     |         |                                    |            |
| Klasyfikacja generalna |                     |         |                                    |            |
| Kolarz | Kolarz              | Państwo | Drużyna                            | Czas       |
| 1. | Monika Brzeźna      | Polska  | Mat Atom Deweloper                 | 2h 50' 21" |
| 2. | Katarzyna Wilkos    | Polska  | Mat Atom Deweloper                 | + 0"       |
| 3. | Marta Lach          | Polska  | Mat Atom Deweloper                 | + 44"      |
| 4. | Karolina Sowa       | Polska  | Mat Atom Deweloper                 | + 59"      |
| 5. | Aurela Nerlo        | Polska  | Mat Atom Deweloper                 | + 4' 53"   |
| 6. | Magdalena Sadłecka  | Polska  | TKK Pacific Toruń - Nestlé Fitness | + 6' 11"   |
| 7. | Katarzyna Brewińska | Polska  | TKK Pacific Toruń - Nestlé Fitness | + 11' 04"  |
| 8. | Klaudia Czabok      | Polska  | Warszawski Klub Kolarski           | + 12' 02"  |
| 9. | Barbara Borowiecka  | Polska  |                                    | + 13' 38"  |
| 10. | Karolina Perekitko  | Polska  | Wielerclub de sprinters Malderen   | + 14' 01"  |